# زييو
زييو (باليابانية: 瑞鷹株式会社 أو اختصاراً ズイヨー) هو شركة أنمي ياباني تأسس عام 1969
ويقع مقره في طوكيو.
أنتج الاستوديو في الماضي مجموعة متنوعة من المسلسلات المستندة إلى الأدب الغربي مثل مومين وهايدي وفيكي الفايكنج.

## تاريخ

### زييو انتربرايز و زييو ايزو (1969–1975)
تأسست الشركة باسم زييو انتربرايز (瑞鷹エンタープライズ Zuiyō Entāpuraizu ) في أبريل 1969، بواسطة المدير السابق لشركة TCJ شيجيتو تاكاهاشي. شاركت الشركة في إنتاج مسلسلات الأنمي التلفزيون الرئيسي، والمعروف لاحقًا باسم مسرح تحف العالم، والذي تم بثه على تلفزيون فوجي. استندت هذه المسلسلات على أدب الأطفال مثل مومين ولمياء وتابعها شيكو. تم تكليف استوديوين آخرين بإنتاج الرسوم المتحركة لهذه المسلسلات السابقة: موشي برودكشن وطوكيو موفي شينشا، بينما شاركت زييو بشكل أساسي في التخطيط.
بين عامي 1972 و1973، غيرت زييو انتربرايز اسمها إلى زييو ايزو (ズイヨー映像 Zuiyō Eizō) بعد تغيير المقر الرئيسي، ولكن سيظل الاستوديو يُنسب إليه اسم زييو انتربرايز في بعض الإصدارات الأجنبية من أعماله. في هذا الوقت، كانت زييو تعمل على أول إنتاج مستقل لها استنادًا إلى رواية هايدي لجوهانا سبيري، وهو مشروع طموح عمل عليه أيضًا إيزاو تاكاهاتا وهاياو ميازاكي. في عام 1967، أنتج تاكاهاشي بالفعل حلقة تجريبية قصيرة لسلسلة هايدي مع TCJ، ولكن تم تأجيل المشروع. في غضون ذلك، عملت زييو أيضًا على فيكي الفايكنج، وهو إنتاج ألماني مشترك مع ZDF وORF ، استنادًا إلى سلسلة كتب رونير جونسون التي تحمل نفس الاسم. في عام 1974 تم بث مسلسل هايدي و فيكي الفاكينغ في اليابان، وسرعان ما حقق نجاحًا كبيرًا أيضًا في أوروبا. ومع ذلك، وجدت زييو ايزو نفسها في صعوبات مالية بسبب تكاليف الإنتاج المرتفعة لمسلسلها، ولم يتم سدادها بشكل كافٍ من خلال بيع حقوقها إلى السوق الأوروبية. في عام 1975، تم تقسيم زييو ايزو إلى كيانين: زييو، والتي استوعبت الديون وحقوق أنمي هايدي والمسلسلات السابقة الأخرى، و نيبون أنيميشن، والتي كانت في الأساس طاقم إنتاج زييو ايزو (بما في ذلك ميازاكي وتاكاهاتا)، والتي ستستمر في إنتاج مسرح تحف العالم، مع الاحتفاظ بحقوق المسلسلات الأخرى التي كان الاستوديو يعمل عليها، مثل بائع الحليب و النحلة مايا.

### زييو
من هنا، تعاملت زييو بشكل أساسي مع توزيع وتسويق إبداعاتها السابقة، وشاركت في إنتاج أنمي جديد في بعض الأحيان فقط.
بين عامي 1979 و1983 عاد الاستوديو مؤقتًا ليُسمى زييو انتربرايز. في عام 1979، أنتج الاستوديو فيلمًا سينمائيًا مُعاد تحريره استنادًا إلى مسلل هايدي. بين الثمانينيات وأوائل التسعينيات، أنتج زييو بالتعاون مع استوديوهات أخرى بعض المسلسلات المتحركة مثل ميمونة ومسعود (1983)، و جن الغابة (1984–85)، و فيري ديك (1992) و حكايات ثعلب الخشب (1991–92).
في العقد الأول من القرن الحادي والعشرين، شارك الاستوديو في إنتاج مسلسلات رسوم متحركة تجريبية بتقنية CGI وأفلام قصيرة مثل Popee the Performer و RAHMAN و Elec-king The Animation .
بين عامي 2010 و2017، أنتجت زييو أيضًا سلسلة من الأفلام القصيرة الساخرة التي تظهر فيها شخصيات هايدي بطريقة كوميدية، و 13 إعلانًا تجاريًا للترويج لطراز جديد من نيسان نوت، وسلسلة من الأفلام القصيرة بطولة جد هايدي.

## ابرز الاعمال
- مومين (1969–70)
- لمياء وتابعها شيكو (1971)
- مومين الجديد (1972)
- الغابة الخضراء (1973)
- هايدي (1974)
- فيكي الفايكنج (1974–75)
- بائع الحليب (1975)
- ميمونة ومسعود (1983)